# Mariano Rondeau
Mariano Rondeau o Rondeao (f. 1834) fue un lonco o cacique de los boroganos, fracción del pueblo mapuche en Chile, ubicada entre los ríos Cautín y Toltén, que huyó de su país hacia la Argentina, donde llegó a ser el líder más poderoso de los indígenas de la provincia de Buenos Aires y murió asesinado por quien sería el máximo jefe araucano de la historia argentina, Calfucurá.

## De Chile a la Argentina
Nació antes del año 1790 en Boroa, y participó en la guerra a muerte después de la batalla de Maipú, luchando en el bando realista, junto con sus hermanos Caniullán, Alón y Guayquil. A principios del año 1820 tuvo cierta actuación como pequeño cacique en la lucha contra el bando patriota chileno, pero finalmente decidió abandonar esa guerra y huir hacia las Provincias Unidas del Río de la Plata, instalándose en Guaminí.
No se sabe si participó en el malón sobre el pueblo de Salto, organizado por José Miguel Carrera en diciembre de 1820, pero se afirma que, una vez realizados, marchó hacia el sudoeste de la provincia, a reorganizarse justamente en Guaminí. Sin embargo, otras fuentes afirman que fue lejos de allí, en la laguna de Juancho, en el actual partido de General Madariaga. No acompañó a Carrera en su última campaña, durante la cual arrasó a provincia de Córdoba y San Luis y terminó fusilado en Mendoza.
Durante los años siguientes se mantuvieron en paz con el gobierno de Buenos Aires. Una gran partida de indígenas patriotas partió de Chile y, bajo la dirección del teniente Juan de Dios Montero, atacaron a los boroganos en Salinas Grandes en marzo de 1825. Los boroganos venían pidiendo la protección del gobierno de Buenos Aires, y en 1824 habían firmado un tratado con éste, que lleva entre otras la firma de Mariano Rondeau. Éste participó también en dos parlamentos más, en Bahía Blanca y en el arroyo Epecuén.
Pese a los tratados de paz, el gobierno envió a Federico Rauch, que el 26 de diciembre de 1826 atacó con más de mil hombres los campamentos de los boroganos. Su objetivo era perseguir a los hermanos Pincheira, pero como éstos estaban muy lejos, atacó a los indígenas que estaban más a mano.

## Con los Pincheira
Como respuesta, muchos de ellos se pusieron a órdenes de los Pincheira, como los caciques Alón, Caniullán, Mariano Rondeau y Cañiuquir. Los Pincheira continuaron sus ataques en el sur de la provincia de Mendoza, mientras Rondeau y los demás boroganos atacaban Bahía Blanca y Carmen de Patagones, y se combinaban con los ranqueles en una serie de ataques sobre San Luis y Mendoza. De allí pasaron a Mendoza, donde enfrentaron al general José Félix Aldao junto a otros jefes boroganos, como Neculmán, Coleto y Mulato –este último, tío de Rondeau. El 11 de junio de 1830, todos ellos recibieron a una comitiva de los jefes federales de Mendoza, encabezados por el derrocado gobernador Juan Rege Corvalán en su campamento del Chacay, departamento Malargüe; sin aviso previo, los mataron a todos, excepto uno que logró huir.
Más tarde se combinó con Luis Videla, que había sido brevemente gobernador de San Luis, y juntos atacaron esa provincia y la de Córdoba. Habiendo ya abandonado a los Pincheira, expulsaron al cacique Toriano, aliado de éste, hacia la Cordillera. Pero con ese acto dejaron en claro dónde estaban, y el después presidente Manuel Bulnes los atacó a su vez, dispersándolos y capturándole todos sus vacunos en octubre de 1831.

## De regreso, junto a Rosas
De modo de Rondeau volvió a Guaminí, donde se mantuvo en paz y aceptó recibir las raciones que solía repartir el gobernador Juan Manuel de Rosas entre los «indios amigos». A cambio, debía prestar servicios militares cuando se los llamase; así fue que en el invierno de 1832 arrasó con unas tribus recién entradas desde Chile, y más tarde en ese mismo año derrotaron y entregaron a Rosas a Toriano, quien fue fusilado en Bahía Blanca.
Durante la campaña de Rosas al Desierto, los hombres de Rondeau fueron utilizados para atacar al cacique general de los ranqueles, Yanquetruz, mientras el propio Rondeau quedaba de rehén. La expedición no tuvo resultados.
Entre finales de 1833 y enero de 1834 hubo varios roces entre los boroganos y Rosas: éste les exigió la devolución de todos los cautivos, pero cuando lo fueron a ver hasta Buenos Aires no los recibió, y el coronel Manuel Corvalán, su edecán, los trató con mucha descortesía. Además se negaban a seguir atacando a los ranqueles, porque en caso de que ellos contraatacasen, nadie los iba a defender.

## Masacre de Masallé
En febrero de 1834 llegaron noticias de que dos mil araucanos habían cruzado la Cordillera de los Andes y marchaban en dirección al sur de Buenos Aires. Nadie sabía con precisión quiénes eran ni a qué venían; sólo más tarde se supo que iban al mando de un cacique llamado Calfucurá. Más tarde, el mismo jefe araucano se anunció como comerciante al cacique general Rondeau.
Pero el 8 de septiembre de 1834, mil aucas al mando de Cheuqueta, Namuncurá y su padre Calfucurá entraron a la fuerza en la toldería de Mariano Rondeau y Melín en Masallé, una aguada junto a las Salinas Grandes, y mataron a ambos caciques. Todo indio de lanza que intentó una resistencia también fue muerto, se llevaron a todos los indios rendidos y a toda la "chusma" que encontraron, destruyendo e incendiando lo que no se podían llevar consigo. La intención era matar también a los demás jefes boroganos, pero éstos alcanzaron a huir: Caniullán se refugió en el fuerte Cruz de Guerra (partido de Veinticinco de Mayo), y Cañiuquir se escondió en el arroyo del Pescado, afluente de la laguna del Monte.
No existe seguridad de por qué este ataque: una versión es que el propio Rondeau había llamado a Calfucurá para que lo ayudase contra los ranqueles, o quizá contra Rosas; pero que al llegar a destino después de más de un mes de marcha se encontró con que no lo aceptaban. Otra versión asigna todo el hecho a la ambición de Calfucurá. Una tercera versión supone que fue el propio Rosas quien llamó a los araucanos –de la fracción Huilliches– para acabar con los boroganos: si no le servían para dañar a los ranqueles, mejor que desaparecieran. Por fin, una cuarta versión cree que su intención era solamente vengar a Toriano.
Los boroganos continuaron existiendo por un tiempo; el grupo más grande fue el de Guaminí, comandado por Cañiuquir, pero éste también fue destruido en 1838. A principios de la década de 1840, casi todos los boroganos sobrevivientes se habían fundido en otras parcialidades. Por su parte, a lo largo del siguiente lustro, Calfucurá iría incorporando a su dominio a gran parte de las parcialidades indígenas del sur de Buenos Aires y de la actual La Pampa, quedando fuera de su «imperio de las pampas» solamente los indios amigos protegidos por las tropas de la provincia de Buenos Aires y los ranqueles del norte de la Pampa central.